# Terry George
Terry George est un scénariste, réalisateur et producteur irlandais, né le 20 décembre 1952 à Belfast.

## Filmographie

### Comme scénariste
- 1993 : Au nom du père (In the Name of the Father)
- 1996 : Some Mother's Son
- 1997 : The Boxer
- 2002 : Mission Évasion (Hart's War)
- 2004 : Hotel Rwanda
- 2011 : Les Hommes de la côte (The Shore) (court métrage)
- 2016 : La Promesse (The Promise)

### Comme réalisateur
- 1996 : Some Mother's Son
- 1998 : A Bright Shining Lie (téléfilm)
- 2004 : Hotel Rwanda
- 2008 : Reservation Road
- 2011 : Les Hommes de la côte (The Shore) (court métrage)
- 2016 : La Promesse (The Promise)

### Comme producteur
- 2000 : Washington Police (The District) (série télévisée)
- 2004 : Hotel Rwanda

## Distinctions
- Oscars 2012 : Oscar du meilleur court métrage en prises de vues réelles pour Les Hommes de la côte